# Neohaematopinus capitaneus
Neohaematopinus capitaneus är en insektsart som beskrevs av Johnson 1959. Neohaematopinus capitaneus ingår i släktet Neohaematopinus och familjen ledlöss. Inga underarter finns listade i Catalogue of Life.